# Меркуловский (Саратовская область)
Мерку́ловский — посёлок в Белоярском муниципальном образовании Новобурасского района Саратовской области.

## География
Находится на расстоянии примерно 12 километров на северо-запад от посёлка Новые Бурасы.

## История
Основан в XIX веке.

## Население
Население составляло 66 человек по переписи 2002 года (татары 71 %), 56 по переписи 2010 года.